# 과외
과외(課外)는 정해진 범위 이외의 것이라는 뜻으로 학교의 정규적인 수업 이외의 비공식적인 학습을 말한다. 그러한 활동은 일반적으로 자발적이고 사회적이며 자선적이며 종종 같은 나이의 다른 사람들을 포함한다. 학생들과 교직원들은 교수진의 후원 하에 이러한 활동을 지휘하지만, 독립 신문과 같은 학생 주도의 계획은 매우 일반적이다. 하지만, 때때로 학교 교장들과 선생님들도 학생들 사이에서 이러한 활동들을 학교 안으로 가져온다.

## 참여이점
전미 청소년 건강 종단 연구에서 학령기 학생들을 대상으로 실시한 그룹 연구에 따르면, 미국 청소년의 70%가 어떤 형태로든 과외활동에 참여하고 있다.
다른 연구들은 과외활동에 참여하는 것이 학교를 중퇴할 가능성, 범죄를 저지를 가능성을 줄이고 더 높은 교육적 유지와 학업에서의 성공과 성취로 이어진다는 것을 보여주었다. 이러한 활동 중 적어도 하나에 참여하는 것의 가장 큰 장점은 반사회적 행동의 감소와 학생들이 의사소통과 관계에서 더 성공적으로 성장하는 것이라는 것은 말할 것도 없다.
방과 후 클럽과 과외 활동에 참여하는 것은 K-12 인구에게 다양한 방법으로 이롭다. 예를 들어, 학교 동아리는 관계를 형성하고 학습을 촉진할 수 있는 장소를 제공할 수 있으며, 이것은 여러 그룹으로 입증되었다. 과외 활동에 관련된 장애가 있는 학생들을 포함한 연구는 그들이 참여하지 않은 학생들보다 친구를 가질 가능성이 더 높다는 것을 보여준다. 소수민족, 소수민족 및 이민 청소년들을 대상으로 한 유사한 연구결과는 소수민족, 1세대, 2세대 청소년들이 친구를 사귀고 관계를 맺을 가능성이 상대보다 적었지만, 과외활동은 사회화를 촉진했다. 그러므로, 학교 밖의 활동에 참여하는 것은 학생들이 우정을 형성할 기회를 증가시킨다. 또한, 과외 활동은 가족들에게 아이들이 직장에 있는 동안 안전한 환경을 제공할 수 있다. 이것은 부모들에게 가능한 모든 시간을 가질 수 있는 기회를 주고 아이들이 교육이나 운동 활동에 참여할 수 있도록 해준다. 또한, 과외활동은 활동이 어디에서 이루어지는지에 관계없이 긍정적인 자기 계발을 증가시킨다. 마찬가지로, 학교에 기반을 둔 과외활동에 참여하는 여성 청소년들은 참여하지 않는 청소년들보다 더 높은 자존감을 보였다. 전반적인 연구 결과는 스포츠, 클럽 또는 학교 기반 프로그램이든 활동에 참여하는 것이 참가자의 삶에 긍정적인 영향을 미친다는 것을 보였다.

## 다양성의 중요성
동아리와 과외활동의 다양성은 청소년의 삶과 미래에 중요한 역할을 한다. 다양한 그룹에 대한 노출은 청소년들이 사회적으로 지적이고 책임감 있는 성인이 되도록 촉진하는 데 도움이 될 수 있다. 그러나 다양한 인구에 몰입하는 것은 구성원들이 서로 참여할 때만 이익이 되기 때문에 충분하지 않다. 다양한 범위의 동료들과 더 의미 있는 상호작용을 통해 사람들은 더 사회적으로 책임감 있는 리더십 기술과 같은 특성을 습득할 수 있다. 게다가, 인종 클럽에 참여하는 것은 소수 집단들이 그들의 문화에 더 연결되어 있다고 느낄 수 있게 해주었고, 다른 사람들이 다른 문화에 대한 지식과 이해를 얻을 수 있게 해주었다.
이것은 두 가지 핵심적인 이점을 가지고 있다: 소수 집단은 그들의 문화적 뿌리와 배경에 소속감을 안전하게 느낄 수 있는 장소를 가지고 있고, 다른 인종 배경을 가진 사람들은 다른 문화에 대해 더 많이 배울 수 있는 기회를 가지고 있기 때문에 문화적으로 더 유능해진다. 상관관계 연구는 민족/문화 동아리 참여와 지적 및 심리사회적 발달, 다문화 역량, 대인관계 기술 및 리더십과 긍정적인 관계를 보여준다. 추가적으로, 학교 환경에서, 다른 인종간의 우정은 관련된 개인들과 학교 문화 전반에 긍정적인 영향을 미쳤다. 이것은 학업과 과외 활동 모두에서 학교 환경에 다문화주의를 구현하는 것의 중요성을 보여준다. 다문화주의와 민족/문화 동아리를 학교에 통합하는 연구를 계속하는 것이 중요하다. 다양한 학생들을 위한 다문화적으로 유능한 환경을 만드는 것은 그들이 다른 사람들과 관계를 맺고, 가능한 편견과 고정관념을 공개적으로 논의하고, 의미 있는 그룹 간 관계를 형성하도록 한다. 만약 그것이 어린 나이에 시행된다면, 그것은 성인이 될 가능성이 더 높으며, 따라서 더 사회적이고 문화적으로 유능한 성인을 형성한다.

## 과외관리시스템
과외 관리 시스템(EMS)은 교육 기관이 과외 데이터 및 과정을 관리하기 위한 관리 정보 시스템이다. EMS의 주요 기능은 직원들이 학생들에게 훌륭한 과외 활동과 결과를 제공하는 데 집중할 수 있도록 과외 프로그램 운영과 관련된 행정 업무를 처리하는 것이다. 과외 관리와 관련된 기본적인 관리 업무를 자동화하면 교육 기관의 비용과 시간을 절약할 수 있을 뿐만 아니라 통제력과 가시성을 향상시킬 수 있다. 과외 활동은 학생 경험의 중요한 부분을 형성하기 때문에 학생들에게 긍정적인 결과를 얻기 위해서는 정확하고 효율적으로 관리하는 것이 가장 중요하다.
주요 책임
- 과외[일정관리] 관리
- 과외 활동에서 학생 성과 보고
- 과외 직원 관리
- 실시간으로 과외 데이터 수집, 보고 및 시각화
- 학생 정보 시스템과의 양방향 통합 촉진
- 모바일 기기를 통한 높은 접근성
- 개인화된 과외 정보를 학생과 학부모에게 전달

EMS는 학생 수업 시간표를 포함한 학업 또는 강의실 과정을 책임지지 않는다.

## 대한민국의 과외
오늘날 대한민국의 과외는 외국과는 다르게 소위 SKY(서울대,연세대,고려대), 이른바 명문대에 진학하기 위해 대학입시 위주 사교육으로 이루어져 있다.

### 변천
근대에 들어서 1969년 중학교 무시험 입학제도가 실시되기 전까지 우리나라 교육은 국민학교 어린이들이 소위 일류학교(경기중학교등)의 입시준비에 학교에서나 가정에서 건강에 해를 가져올 정도로 심한 공부를 시켜왔다. 그 결과 어린이들이 건강과 정신에 큰 장해를 가져왔을 뿐만 아니라 지나친 교육과열로 인해 많은 불미스러운 일들이 발생했다. 대표적으로 무즙 파동 사건이다. 무시험진학제 실시로 조금이나마, 입시지옥과 과열과외로부터 어린이들을 해방시켰다.
1970년대부터 기업형 과외교육으로 학원 과외가 사회 산업으로 정착하기 시작했고 입시준비를 위한 다양한 형태의 대학생에 의한 과외가 성행하게 되었다. 그러자 박정희 정부는 1974년 고교평준화정책을 시행하여 고교입시를 폐지하고 학군단위로 추첨을 통해 입학할 수 있는 방법을 모색하였다. 그럼에도 불구하고, 대학입학예비고사 · 본고사병행제로 인한 대학입시 과열로 고교생의 과외가 성행하였다.
12·12 군사 반란으로 들어선 전두환 신군부는 1980년 7월 30일, 이른바 7.30 교육개혁 조치를 내놓으며 과외 전면 금지를 선언했다. 그러다가 1981년 7월 14일 예·체능계, 기술·기능계와 개인의 취미 활동에 한해 과외교습을 허용하는 과외 완화정책을 발표했다. 1983년 8월 12일 학업 성적 하위 5%에 해당하는 학습 부진아에 대한 학교에서의 보충수업 허용했다. 1984년 4월 6일 대학 입시를 앞둔 고교 3학년에 한해 겨울방학 중 사설 외국어 학원수강을 허용했다. 노태우 정부이후인, 1988년 5월 6일에는 학교 보충수업 전면 부활했다. 1989년 6월 16일 대학생의 비영리적 과외 교습 및 초·중·고 재학생의 방학 중 학원수강 등 과외 규제 완화정책을 발표했다. 1991년 7월 22일 초·중·고 재학생의 학기 중 학원 수강과 대학생의 과외 교습을 허용하고, 학교의 보충 수업 운영은 학교장에 일임하여 자율결정 조치를 내렸다.
김영삼 정부때인 1996년 3월 1일 대학생 이외에 대학원생에 대해서도 과외 교습행위 허용했다. 1997년 IMF외환위기 이후, 김대중 정부때, 강남 불법고액과외 사건이 터지면서 서울대 총장등 고위층이 연루되었다는 사실에 교육부는 과외 근절대책을 발표를 했으나 성과가 없었다.
2000년 4월 27일 헌법재판소에서 과외교습을 금지한 현행 법률이 국민의 기본권을 침해한다며 위헌 결정을 내렸다. 그 여파로 1980년 전두환 신군부의 과외금지 조치는 20년만에 역사속으로 사라졌다.

### 현황 및 평가
대한민국 정부는 그동안 과외에 대한 각종 규제책 시행하는 한편, 공교육 정상화를 통해 과외 욕구를 근본적으로 줄일 수 있도록 여러 정책들을 추진했다. 1982년에는 교육세 신설을 통해 공교육 투자재원을 마련해왔다. 1990년 12월 27일 기존 KBS-3TV를 EBS로 분리신설하였다.
그러나 40여년 동안 여전히 학교교육의 경시, 빈부격차에 의한 소외감, 사고력 향상 저해, 자주적인 학습력 저해, 가계부담 증가, 공교육 황폐화 등의 문제점을 안고 있다.